# Gazipur
Gazipur este un oraș din Bangladesh.